# Zmienna zakłócająca

Przykład grafu systemu przyczynowego, w którym badanemu związkowi przyczyny ze skutkiem towarzyszy mediator zmienna zakłócająca i kolider Typowy problem pominiętej zmiennej polega na nieuwzględnieniu w modelu czynników typu Dla kontrastu, statystyczne kontrolowanie zmiennych typu i jest jednak także niepożądane, i również zwiększa błąd oszacowania.

Zmienna zakłócająca (ang. confounder, także: czynnik zakłócający) – zewnętrzny czynnik wpleciony w badany związek przyczynowo-skutkowy, który wpływając zarówno na zmienną objaśniającą i zmienną objaśnianą, zmienia ich obserwowaną współzmienność (prawdopodobieństwo warunkowe), w skrajnym przypadku tworząc całkowicie pozorną korelację.
Przykładowo, w ilustracyjnej symulacji Ioannidisa i in. zależnie od czynników uwzględnionych w modelu wpływ spożycia witaminy E na śmiertelność może być estymowany zarówno jako silnie pozytywny i silnie negatywny.
Jest to zagadnienie leżące w dziedzinie wnioskowania przyczynowego, i jako takie, nie da się go opisać wyłącznie w języku korelacji statystycznych. W języku modelu przyczynowego Pearla, zmienne zakłócające należy starannie odróżniać od mediatorów i koliderów, ponieważ w ich przypadku kontrolowane statystycznie jest – inaczej niż przy zmiennych zakłócających – niewłaściwe, i to ono wprowadza do oszacowania błąd (nieprzyczynowe prawdopodobieństwo warunkowe).
Zmienna zakłócająca może być na przykład ważnym czynnikiem ryzyka lub łagodzenia danego zjawiska. Jeśli jest przeoczona i nierówno rozłożona w grupie eksperymentalnej i porównawczej, zakłóca oszacowanie prawdziwego bezpośredniego związku badanych zmiennych. Wynikający z tego błąd m.in. w ekonometrii nazywa się problemem pominiętych zmiennych.
Prawidłowa ocena wielkości efektu przyczynowego jest możliwa poprzez kontrolowanie występowania zmiennych zakłócających, na przykład poprzez staranne modelowanie przyczynowe, zaplanowanie odpowiednich badań (randomizację, parowanie, restrykcję), i odpowiednią analizę statystyczną (parowanie, stratyfikację, standaryzację, modelowanie statystyczne).